# Carotene

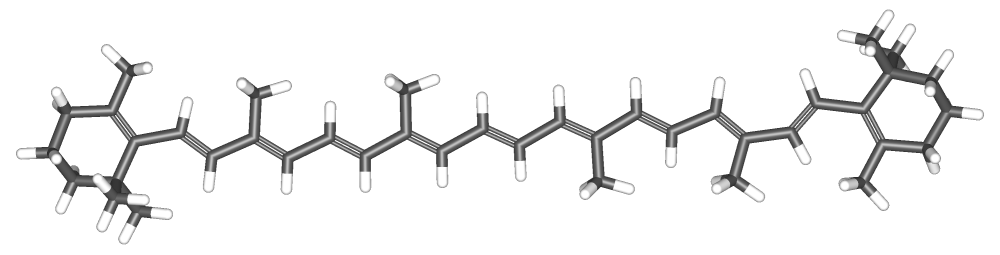
Sơ đồ thanh 3 chiều của β-carotene

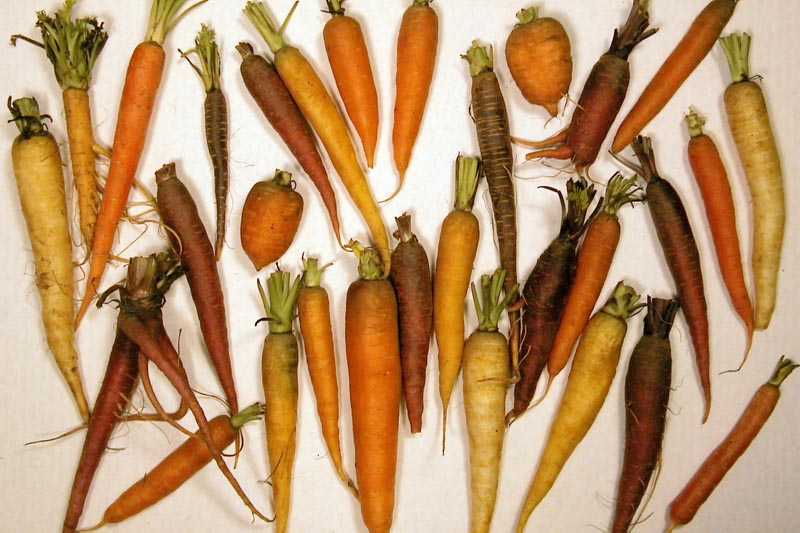
Carotene là chất tạo ra màu vàng cam của cà rốt và màu của nhiều loại trái cây và rau và thậm chí nhiều loài động vật.

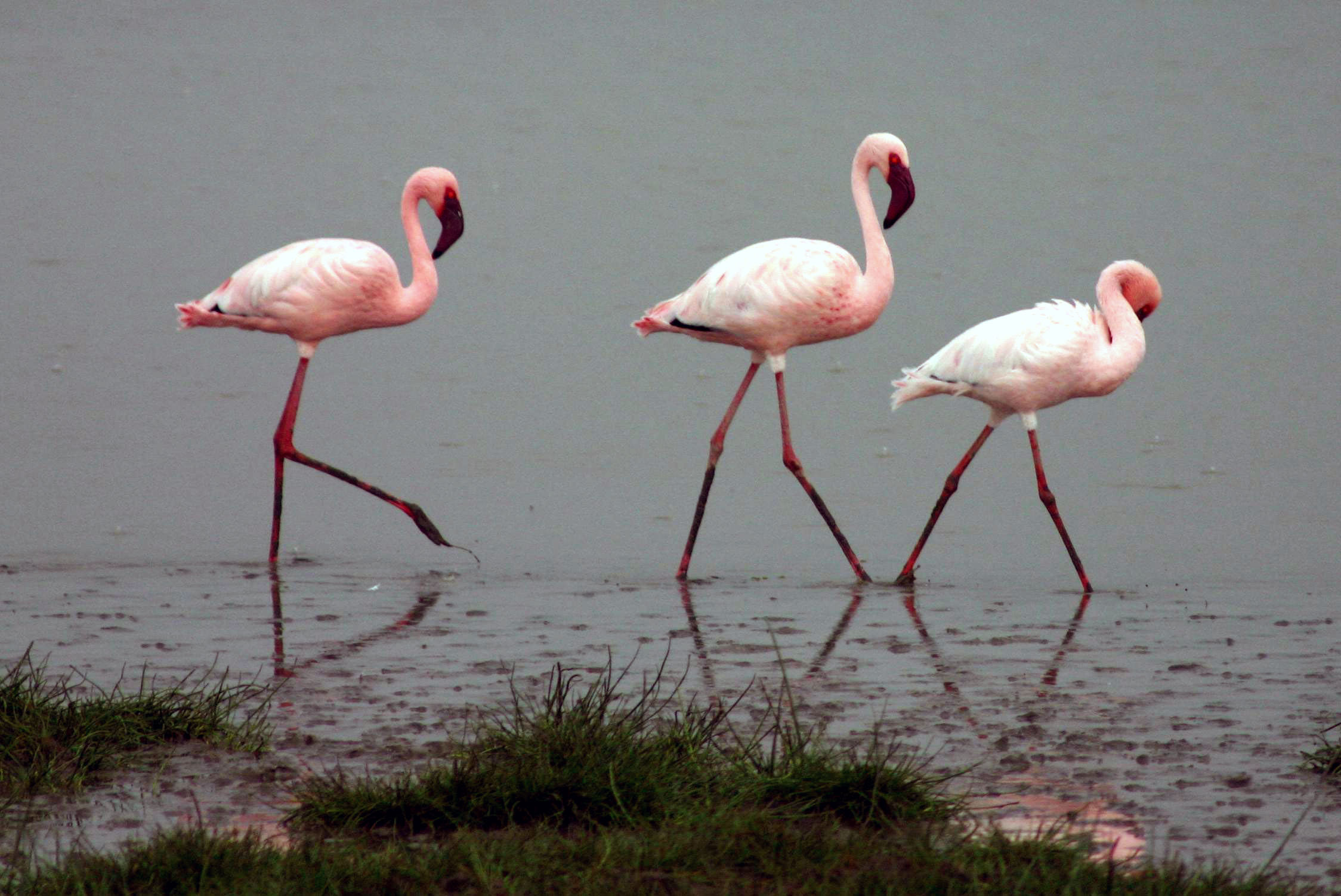
Hồng hạc nhỏ ở hồ miệng núi lửa Ngorongoro, Tanzania. Màu hồng của hồng hạc nhỏ là do astaxanthin (một carotenoid) chúng hấp thụ từ thức ăn tôm Artemia. Nếu chúng ăn thức ăn không có carotene thì chúng có bộ lông màu trắng.

Carotene (cũng gọi là carotin, xuất phát từ tiếng Latin carota, "cà rốt") được sử dụng cho nhiều chất hydrocarbon không no liên quan có công thức hóa học C40Hx, được thực vật tổng hợp nên; còn động vật, nhìn chung, không thể tổng hợp được (ngoại trừ một số loài rệp cây và ve bét cây tiếp nhận được các gen tổng hợp từ nấm). Các carotene là các sắc tố quang hợp quan trọng cho quá trình quang hợp. Các carotene không chứa các nguyên tử oxy. Chúng hấp thụ ánh sáng cực tím, tím và xanh lam và tán xạ ánh sáng cam hoặc đỏ, và (ở nồng độ thấp) ánh sáng vàng.
Các carotene là chất tạo ra màu cam của cà rốt, loại hóa chất này được đặt tên, và tạo ra màu sắc của nhiều loại trái cây, rau và nấm khác (ví dụ, khoai lang, nấm chanterelle và dưa vàng cam). Carotene cũng là chất tạo ra màu da cam (nhưng không phải tất cả màu vàng) trên tán lá khô. Chúng cũng (ở nồng độ thấp hơn) truyền màu vàng cho chất béo sữa và bơ. Các loài động vật ăn tạp có khả năng chuyển đổi tương đối kém các carotenoid có màu thành retinoid không màu có chất béo trong cơ thể có màu vàng, là kết quả của việc giữ lại carotenoid từ phần thực vật trong chế độ ăn của chúng. Chất béo có màu vàng đặc trưng của người và gà là kết quả của việc dự trữ chất béo của các carotene từ chế độ ăn của người và gà.